# Pat Carroll
Pour les articles homonymes, voir Carroll.
Patricia Angela Ann Bridget Carroll, dite Pat Carroll, est une actrice américaine née le 5 mai 1927 à Shreveport (Louisiane) et morte le 30 juillet 2022 à Cap Cod (Massachusetts). Elle a été la lauréate d'un Emmy Award pour Caesar's Hour (en), une série comique de la télévision américaine à sketchs en direct d'une durée d'une heure. Elle trouve ainsi sa voix, et devient une actrice bien connue dans des émissions comiques télévisées américaines, comme The Mary Tyler Moore Show, ou encore Laverne and Shirley. Elle a été également notamment la voix du personnage Ursula dans le film d'animation de 1989 des studios Disney, La Petite Sirène.

## Biographie
Mme Carroll naît à Shreveport, en Louisiane, en 1927. Sa famille s'installe à Los Angeles lorsqu'elle a 5 ans.
Elle joue son premier rôle au cinéma en 1948 dans Hometown Girl. En 1956, Pat Carroll remporte un Emmy Award pour son travail dans Caesar's Hour (en). En 1959, elle est invitée dans la série d’anthologie The DuPont Show with June Allyson (en). De 1961 à 1964, elle apparait régulièrement dans la sitcom The Danny Thomas Show (en). En 1965, elle est l'une des vedettes de la comédie musicale Cendrillon de Rodgers et Hammerstein, dans laquelle elle tient le personnage de Prunella.
Pat Carroll apparaît également dans de nombreuses émissions de variétés des années 1950, 1960 et 1970, telles que The Red Buttons Show (en), The Danny Kaye Show (en), The Red Skelton Show et The Carol Burnett Show.
À la fin des années 1970, elle interprète un one-woman sur Gertrude Stein, Gertrude Stein, Gertrude Stein, Gertrude Stein (du dramaturge Marty Martin), qui remporte plusieurs grands prix de théâtre. La version enregistrée  remporte en 1980 un Grammy Award pour le meilleur discours oral, documentaire ou dramatique.
Au début de 1976, Pat Carroll est choisie pour incarner Lily, la mère de Shirley Feeney (interprétée par Cindy Williams) dans l'épisode Mother Knows Worst de la comédie à succès d’ABC, Laverne and Shirley. Elle joue aussi le rôle de Pearl Markowitz, la mère du personnage d’Adam Arkin, Lenny Markowitz, dans le sitcom CBS de 1977, Busting Loose (en). Ses rôles à la télévision dans les années 1980 incluent le propriétaire du journal Hope Stinson dans le feuilleton télévisé The Ted Knight Show, autrefois appelé Too Close for Comfort, lors de sa dernière saison de 1986 à 1987, ou encore celui de de Gussie Holt, la mère de Suzanne Somers, personnage principal dans la sitcom syndiquée She's the Sheriff (en) (1987-1989).
À partir de la fin des années 1980, Pat Carroll réalise beaucoup de voix off sur des dessins animés tels que Scooby-Doo, Galaxy High, Foofur et Dingo et Max. À la télévision, dans la série Les Pitous, elle joue le rôle Katrina Stoneheart. Dans deux émissions spéciales de télévision  tournant autour du personnage de Garfield(A Christmas Garfield et Garfield's Thanksgiving), elle incarne la grand-mère fougueuse de Jon Arbuckle. Elle a également été la voix du personnage de Granny, la grand-mère âgée et gentille mais têtue prenant soin de ses voisins, dans Mon voisin Totoro, de Hayao Miyazaki, en 2005.
En 1989, Pat Carroll prête sa voix à la sorcière des mers Ursula dans le film d'animation La Petite Sirène des studios Disney et y chante le titre Poor Unfortunate Souls (en). Dans les entretiens, Pat Carroll évoque ce rôle comme l’un de ses préférés dans son parcours. Elle a depuis repris les déclinaisons de ce rôle dans d’autres médias, y compris dans la série de jeux vidéo Kingdom Hearts, dans la série télévisée dérivée, ainsi que dans diverses attractions et spectacles des parcs à thème Disney.
Pat Carroll est également apparue dans de nombreux jeux télévisés, notamment Celebrity Sweepstakes (en), You Don't Say (en), To Tell the Truth (en), Match Game 73 (en), Password (en) et I've Got a Secret (en).
Membre de l'Actors Studio, elle a également eu une carrière réussie dans le théâtre. Elle a joué dans de nombreuses pièces de théâtre, notamment Our Town et Electre de Sophocle. En 1990, elle a joué Sir John Falstaff dans Les joyeuses commères de Windsor au Shakespeare Theatre de Folger, assurant le rôle de Sir John Falstaff, un chevalier chauve avec des moustaches. Le critique de théâtre Frank Rich du New York Times a écrit au sujet de ce rôle : « Sa performance est un triomphe du début à la fin, et je pense qu'elle est particulièrement courageuse et émouvante, avec des implications qui vont au-delà de cette seule production. Mme Carroll et M. Kahn contribuent à raviver l'argument selon lequel les bonnes actrices peuvent interpréter certains des grands rôles classiques traditionnellement refusés aux femmes et se les approprier. Il ne s'agit pas d'un nouvel argument, bien sûr ; les Hamlets féminins remontent à la nuit des temps. Mais ce qui distingue le Falstaff de Mme Carroll d'autres expériences de casting similaires menées récemment, c'est qu'elle apporte par son interprétation une compréhension nouvelle du personnage, plutôt que de servir de simple vitrine idéologique à une production gadget ».
Pat Carroll meurt le 30 juillet 2022,.

## Filmographie
- 1952 : The Red Buttons Show (série télévisée) : Regular performer (1952-1953)
- 1954 : Max Liebman Presents: Spotlight (TV) : Guest
- 1953 : The Saturday Night Revue (série télévisée) : Regular (1954)
- 1955 : Max Liebman Presents: Variety (TV) : Guest
- 1954 : Caesar's Hour (en) (série télévisée) : Alice Brewster (1956-1957)
- 1959 : Hobby Lobby (série télévisée)
- 1953 : Make Room for Daddy (série télévisée) : Bunny Halper (1961-1964)
- 1965 : Cinderella (TV) : Prunella
- 1966 : The Super 6 (série télévisée) (voix)
- 1968 : Il y a un homme dans le lit de maman (With Six You Get Eggroll) d'Howard Morris : Maxine Scott
- 1971 : After the Honeymoon (TV)
- 1971 : Getting Together (série télévisée) : Rita Simon
- 1972 : Second Chance (TV) : Gloria Petryk
- 1972 : Oh, Nurse! (TV)
- 1973 : The Brothers O'Toole : Callie Burdyne
- 1977 : Busting Loose (en) (série télévisée) : Pearl Markowitz
- 1979 : Legends of the Superheroes (TV) : Esther Hall, mère de Hawkman
- 1986 : Pound Puppies (série télévisée) : Katrina Stoneheart (voix)
- 1986 : Galaxy High School (série télévisée) : Ms. Biddy McBrain (voix)
- 1980 : Jackie et Sara ("Too Close for Comfort") (série télévisée) : Mrs. Hope Stinson (1986)
- 1987 : A Garfield Christmas Special (en) (TV) : Grandma (voix)
- 1987 : She's the Sheriff (série télévisée) : Gussie Holt (1987-89)
- 1989 : La Petite sirène (The Little Mermaid) : Ursula (voix)
- 1989 : Garfield's Thanksgiving (TV) : Grandma
- 1992 : La Petite Sirène (The Little Mermaid) (série télévisée) : Ursula (voix)
- 1992 : Le Temps d'une idylle (Just My Imagination) (TV) : Peggy
- 1995 : Dingo et Max (A Goofy Movie) : Additional Voices (voix)
- 1996 : The Royale (TV)
- 2000 : Songcatcher : Viney Butler
- 2000 : La Petite Sirène 2 : Retour à l'océan (The Little Mermaid II: Return to the Sea) (vidéo) : Morgana (voix)
- 2001 : Disney's tous en boîte (House of Mouse) (série télévisée) : Ursula (voix)
- 2001 : Mickey, la magie de Noël (Mickey's Magical Christmas: Snowed In at the House of Mouse) (vidéo) : Ursula
- 2002 : Mickey, le club des méchants (Mickey's House of Villains) (vidéo) : Ursula (voix)
- 2005 : Outside Sales : Mrs. Poole
- 2007 : Écrire pour exister : Miep Gies
- 2017-2018 : Tangled: The Series : Old Lady Crowley (court-métrage : Fais-moi sourire et épisodes : One Angry Princess, Max's Enemy, Le secret de la chute du Soleil.)